# Dion Graus
Dion Jean Gilbert Graus (Heerlen, 19 maart 1967) is een Nederlands politicus. Namens de Partij voor de Vrijheid (PVV) is hij sinds 30 november 2006 lid van de Tweede Kamer der Staten-Generaal.

## Biografie
Graus begon als autoverkoper bij een BMW-dealer in Roermond. In 1997 stapte hij over naar een diergeneesmiddelenbedrijf in Oudewater, waar hij werkte als dierenartsenbezoeker. In 1999 werd hij daar ontslagen. Van 1 juli 1999 tot 31 mei 2002 werkte hij bij een leverancier van geneesmiddelen voor gezelschapsdieren in Raamsdonksveer. Hij omschreef zelf zijn functie als directeur, maar was daar verkoopmanager. Op 1 juni 2002 werd hij bij een ander bedrijf wederom dierenartsenbezoeker met een jaarcontract, maar werd voor het einde van dat contract op non-actief gesteld. Na nogmaals vijf maanden als dierenartsbezoeker voor een Belgisch bedrijf gewerkt te hebben, eindigde zijn carrière in de veterinaire sector.
Van 2004 tot 2006 maakte hij als freelancer het dierenprogramma Beesten met Dion voor TV Limburg. Hij kwam in contact met de politicus Geert Wilders, toen hij in het kader van Beesten met Dion een uitzending maakte over ‘het beest in Wilders’. Het onafhankelijke Tweede Kamerlid stond begin 2006 centraal in de door Graus gemaakte realitysoap Wild, Wilder, Wilders. In augustus 2006 stopte het programma, omdat hij kandidaat-Tweede Kamerlid werd.
Voor de Tweede Kamerverkiezingen 2006 stond Graus op de zesde plaats van de PVV-kandidatenlijst Hij kreeg 1.296 voorkeurstemmen, terwijl de partij negen zetels behaalde. Op 30 november 2006 werd hij beëdigd. In de Tweede Kamer houdt hij zich bezig met dierenwelzijn, Economische Zaken en luchtvaart.
Over dierenwelzijn deed Graus verschillende voorstellen. Kort na zijn aantreden in het parlement werden twee door hem ingediende moties op het gebied van dierenwelzijn aangenomen. Graus pleitte om van dierenwelzijn een hoofdvak te maken in het agrarisch onderwijs en vroeg om een onderzoek naar de mogelijkheid om een nationaal alarmnummer voor dieren in te voeren. Bij de behandeling van de landbouwbegroting 2007 pleitte hij opnieuw voor de invoering van een alarmnummer om dierenleed te melden. In het regeerakkoord van het kabinet-Rutte I werd daarvoor het nummer 144 opgenomen.
Graus verkreeg in de Tweede Kamer een meerderheid voor een Nederlands verbod op pelsdierhouderij, een wetsvoorstel dat door staatssecretaris Jan Odink in 2002 was ingetrokken. Bij de kabinetsformatie van het door de PVV gedoogde kabinet-Rutte I werd in het regeerakkoord het instellen van een herhaaldelijk door Graus bepleite dierenpolitie opgenomen. Deze zou 500 man moeten gaan tellen. Ook werd besloten om minimumstraffen in te stellen voor recidiverende dierenmishandelaren. Het invoeren van de dierenpolitie leidde tot kritiek, onder meer vanuit de politie en politiebonden.
Graus maakte vanaf 24 juni 2009 deel uit van de Tijdelijke commissie onderzoek financieel stelsel en de Parlementaire Enquêtecommissie Financieel Stelsel. Beide commissies deden onderzoek naar het ingrijpen van de Nederlandse overheid in financiële systemen ten tijde van de kredietcrisis. Op 8 november 2011 stapte Graus uit de parlementaire-enquêtecommissie, naar eigen zeggen omdat hij niet vrijuit vragen mocht stellen over de bonuscultuur bij banken. Dit werd ontkend door andere leden van de commissie. Graus reageerde hierop als volgt: ‘Als Dion Graus van de PVV na twee jaar dag en nacht werken - alle vakanties heb ik opgegeven, ten koste van mijn gezin en mijn eigen portefeuilles in de Tweede Kamer, als ik 3 meter voor de finish stop, heeft dat hele grondige redenen. Geloof me nu maar’.

## In opspraak
In december 2006 raakte Graus in opspraak vanwege aangiften uit 2003 wegens mishandeling van zijn toenmalige, en destijds hoogzwangere, vrouw en bedreiging van zijn toenmalige schoonvader en minnares. Door partijleider Wilders werd Graus in de gelegenheid gesteld de beschuldigingen te weerleggen. Naar aanleiding van een door Graus aangelegd dossier verklaarde Wilders in januari 2007 het vertrouwen in Graus te behouden. Het Openbaar Ministerie (OM) bevestigde deze aangiften, maar ging niet tot vervolging over omdat er onvoldoende aanknopingspunten waren. Alle aangiften werden geseponeerd. In september 2011 meldde het televisieprogramma Brandpunt op basis van het strafdossier dat het OM had verklaard de aangiften ten onrechte geseponeerd te hebben. In het televisieprogramma 5 jaar later rakelde Jeroen Pauw in 2014 deze aangiften weer op, waarop Graus zelf besloot aangifte te doen tegen Pauw wegens het bezoedelen van zijn naam.
In januari 2019 werd bekend dat Graus door een andere ex-vrouw was beschuldigd van bedreiging en dwang tot seks met andere mannen. Zij had daarvan in oktober 2018 aangifte gedaan, maar na een tegenaangifte door Graus van februari 2019, hadden zij in juni 2019 beiden besloten de aangiften te laten rusten. In februari 2021 meldde NRC diverse sms'jes, appjes, en beeld- en geluidsopnamen te hebben gezien die de beschuldigingen van Joyce ondersteunen.
In juni 2021 kwam er een fractiemedewerker van de PVV naar buiten met beschuldigingen van misbruik door Graus. Partijleider Wilders zei in een reactie geen actie tegen Graus te kunnen ondernemen, omdat er geen aangifte bij de politie was gedaan.
Een aangifte in 2018 van een ex-partner van Graus heeft op verzoek van de betrokkenen niet geleid tot vervolging. Eind 2020 en begin 2021 overhandigde de vrouw echter nieuwe gegevensdragers aan de Rijksrecherche, die haar aangifte zouden moeten ondersteunen. Deze leveren echter geen bewijs op voor een zedendelict dan wel mensenhandel. De zaak krijgt daarom geen verder vervolg.

## Televisieserie
Vanaf maandag 26 mei 2025 wordt de 6-delige ON!-serie Dierenridders uitgezonden met Graus en Dave Heijnerman waarin zij op reportage gaan voor de strijd tegen dierenleed.

## Trivia
- Vlak voordat in het regeerakkoord van het kabinet-Rutte bekend werd dat het alarmnummer 144 als telefoonnummer om dierenleed te melden zou worden ingesteld, legde Graus de domeinnamen 114redeendier.nl en 114redteendier.nl vast. Uiteindelijk is het noodnummer 144 geworden, omdat de 11x-reeks in het Nummerplan telefoon- en ISDN-diensten is voorbehouden aan nummers die in heel Europa te gebruiken zijn en de 14x-reeks bedoeld is voor nummers voor diensten met een bijzonder maatschappelijk belang.[20]
- Op 29 april 2012 werd Graus in het programma Eva Jinek op Zondag gevraagd als "animal cop" te fungeren in de serie Flikken Maastricht in ruil voor het afknippen van zijn lokken. De regisseur ging hiermee akkoord.
- Dion Graus is de broer van Pascal Graus, die toen nog als advocaat hem met succes bijstond in de mishandelingszaak.